# アメリカーナ (音楽)
アメリカのルーツ・ミュージックとしても知られるアメリカーナ（Americana）は、米国の音楽的精神を構成する共有された多様な伝統、特にフォーク、カントリー、ブルース、リズム・アンド・ブルース、ロックンロール、ゴスペル、その他の外部の影響から融合したサウンドの合流によって形成されたアメリカの音楽の混合物である。アメリカーナは、アメリカーナ音楽協会 （AMA）によって「カントリー、ルーツロック、フォーク、ゴスペル、ブルーグラスなど、アメリカのさまざまなアコースティックルーツ音楽スタイルの要素を取り入れた、現代の音楽であり、その結果、独特のルーツ指向のサウンドが生まれ、もとになったそれぞれのジャンルの純粋な形態とは別の世界に存在している。アコースティック楽器は頻繁に使用され重要だが、アメリカーナではフル・エレクトリックのバンドもしばしば使用される」と定義されている。19世紀の曲としては「おおスザンナ」、「ジョン・ヘンリー」、「草競馬」などがあり、20世紀の曲としては「ケイシー・ジョーンズのバラード」や「ユー・アー・マイ・サンシャイン」などがある。

## 語源
現在の意味ではアメリカ合衆国の文化を表すという「アメリカーナ」というフレーズは、1841年につくられた。
このジャンルの最も一般的な名前にもかかわらず、カナダの多数のアーティストもこのジャンルで有名であるため、アメリカのアーティストだけが取り組んでいるわけではない
。
このジャンルのカナダのバンドは、カナダのメディアではアメリカーナではなくカナディアーナと呼ばれることがあるが 、これは他の場所では広く認められている同義語ではない。

## フォーク音楽の台頭
ピート・シーガーとウィーバーズ、キングストン・トリオ、ジョーン・バエズらは、フォーク音楽全盛期の代表的な音楽家だった。
彼らに続いたのが、ボブ・ディラン、フィル・オクス、トム・パクストン、エリック・フォン・シュミット、バフィー・セント・メリー、デイブ・ヴァン・ロンク、ジュディ・コリンズ、トム・ラッシュ、フレッド・ニール、ゴードン・ライトフット、ジョン・デンバー、ジョン・スチュワート、アーロ・ガスリー、ハリー・チェイピン、ジョン・ハートフォードらである。

## ラジオ形式としてのアメリカーナ
ラジオ形式としてのアメリカーナは、1984年にカリフォルニア州ノースリッジのKCSNで始まった。
カントリー/フォークの雑誌フレットの寄稿者であるマーク・ハンフリーは「ホンキー・トンク・アムネシア」と呼ばれる毎週のラジオ番組のホストを務め、「カントリー、フォーク、ホンキートンク、ケイジャン、ドーグ、ブルース、オールドタイムミュージック」を放送し、カントリー・ミュージックラジオ局のKCSNが「アメリカーナ」として宣伝していた。
この形式は1990年代半ばにラジオ・プロモーターや音楽業界の人物が伝統的な指向のソングライターやパフォーマーのために使用する記述フレーズとして独自のものとなった。

## アメリカーナのアーティスト
このジャンルの著名なアーティストの一部は次のとおり。
- ライアン・アダムス (Ryan Adams)[9]
- アラバマ・シェイクス (Alabama Shakes)[4]
- デイヴ・アルヴィン (Dave Alvin)[10]
- エイヴェット・ブラザーズ (Avett Brothers)[11]
- ザ・バンド (The Band)[12]
- ビー・グッド・タニヤズ (Be Good Tanyas)[13]
- ライアン・ビンガム (Ryan Bingham)[14]
- ブラインド・ボーイズ・オブ・アラバマ (Blind Boys of Alabama)[4]
- ブルー・ロデオ (Blue Rodeo)[15]
- ボーディーンズ (BoDeans)[16][17][18]
- ルビー・ブーツ (Ruby Boots)[19]
- ビリー・ブラッグ (Billy Bragg)[4]
- Jonathan Byrd[20]
- ラリー・キャンベル (Larry Campbell)[11]
- ブランディ・カーライル (Brandi Carlile)[11]
- ネコ・ケイス (Neko Case)[21]
- ジョニー・キャッシュ (Johnny Cash)[4]
- ロザンナ・キャッシュ (Rosanne Cash)[11]
- ガイ・クラーク (Guy Clark)[4]
- クルークド・スティル (Crooked Still)[22]
- ロドニー・クロウェル (Rodney Crowell)[4]
- ジェリー・ダグラス (Jerry Douglas)[11]
- ドライブ＝バイ・トラッカーズ (Drive-By Truckers)[4]
- ボブ・ディラン (Bob Dylan)[23]
- ジャスティン・タウンズ・アール (Justin Townes Earle)[24]
- スティーヴ・アール (Steve Earle)[4]
- ジョー・エライ (Joe Ely)[4]
- アレハンドロ・エスコベード (Alejandro Escovedo)[4]
- ジョン・フォガティ (John Fogerty)[25]
- ジョン・フルブライト (John Fullbright)[26]
- ライアノン・ギデンズ (Rhiannon Giddens)[4]
- ジミー・デイル・ギルモア (Jimmie Dale Gilmore)[4]
- グレイトフル・デッド (Grateful Dead)[27][28][29]
- リヴォン・ヘルム (Levon Helm)[21]
- ジョン・ハイアット (John Hiatt)[11]
- ハーレイ・フォー・ザ・リフ・ラフ (Hurray for the Riff Raff)[4]
- アイム・ウィズ・ハー (I'm With Her)[30]
- ジェイソン・アイベル (Jason Isbell)[11]
- カイア・ケイター (Kaia Kater)[4]
- アリソン・クラウス (Alison Krauss)[21]
- ジム・ローダーデイル (Jim Lauderdale)[4]
- ラウル・マロ (Raul Malo)[4]
- マーヴェリックス (The Mavericks)[4]
- ジョン・メレンキャンプ (John Mellencamp)[31]
- ティフト・メリット (Tift Merritt)[11]
- ミルク・カートン・キッズ (Milk Carton Kids)[4]
- ブレイク・ミルズ (Blake Mills)[32]
- ヴァン・モリソン (Van Morrison)[4]
- マイケル・ネスミス (Michael Nesmith)[33]
- ニック13 (Nick 13)[21]
- イーファ・オドノヴァン (Aoife O'Donovan)[22]
- オールド・クロウ・メディシン・ショー (Old Crow Medicine Show)[11]
- トム・ペティ (Tom Petty)[34][35]
- ポコ (Poco)[11]
- ボニー・レイット (Bonnie Raitt)[11]
- ジョシュ・リッター (Josh Ritter)[36][37]
- セイディーズ (The Sadies)
- ダレル・スコット (Darrell Scott)[4]
- ピート・シーガー (Pete Seeger)[38]
- ボブ・シーガー (Bob Seger)[39]
- マイケル・ショックド (Michelle Shocked)[40]
- ブルース・スプリングスティーン (Bruce Springsteen)[11]
- クリス・ステイプルトン (Chris Stapleton)[4]
- ウォー・アンド・トリーティ (The War and Treaty)[11]
- ウィーヴァーズ (The Weavers)[38]
- ジリアン・ウェルチ (Gillian Welch)[21]
- ルシンダ・ウィリアムス (Lucinda Williams)[11]
- ウッド・ブラザーズ (The Wood Brothers)[41][42]
- ニール・ヤング (Neil Young)[11]
- ナサニエル・レイトリフ (Nathaniel Rateliff)[11]